# Стайки (Борисовський район)
Стайки (біл. вёска Стайкі) — село в складі Борисовського району Мінської області, Білорусь. Село підпорядковане Неманицькій сільській раді, розташоване в північно-східній частині області.